# Choucador de Swainson
Lamprotornis chloropterus
Espèce
Statut de conservation UICN

 LC  : Préoccupation mineure
Le Choucador de Swainson (Lamprotornis chloropterus) ou étourneau à oreillons bleus, est une espèce de passereau de la famille des Sturnidae.

## Distribution
Cet oiseau vit en Afrique subsaharienne (rare en Afrique équatoriale, australe et dans la corne de l'Afrique).